# Klubi Futbollistik Besa Pejë
El KF Besa Pejë es un equipo de fútbol de Kosovo, que juega en la Liga e Parë, segunda división del país.

## Historia
Fue fundado en el año 1923 en la ciudad de Pejë con el nombre Bahari Peje y es considerado el precursor de los equipos deportivos en la ciudad, ya que originó la creación de otros equipos deportivos. Algunos de ellos fueron disueltos por Yugoslavia por la intolerancia que tenía hacia los movimientos independentistas de los albaneses.
Al terminar la Segunda Guerra Mundial, el fútbol en Kosovo comenzó a tomar fuerza debido al desarrollo de torneos que se realizaban de manera constante, y al finalizar la era yugoslava había 3 clubes de la ciudad de Pejë: Bahari, Buducnost y Kristal, los cuales decidieron fusionarse para dar origen al KF Besa Pejë para jugar en la liga organizada por la Federación de Fútbol de Kosovo, la cual estaba aparte de las ligas de fútbol de Yugoslavia. Esta liga era de muy pobre calidad y los partidos se realizaban en villas remotas y en campos de juego muy modestos, ya que los estadios eran utilizados por los equipos que competían en la ligas de Yugoslavia. Hasta 1996 la Superliga de Kosovo se jugaba en cuatro grupos diferentes y los ganadores de cada grupo se enfrentaban en play-offs para definir el campeón, pero en 1996 el formato original fue reinstalado. Lamentablemente para el equipo, en la temporada 1997/98 se paró la liga por la Guerra de Kosovo justo cuando el equipo encabezaba la liga.
Al terminar la guerra en el año 2003, las ciudades de Kosovo, incluida la ciudad de Pejë, quedaron devastadas, por lo que las actividades deportivas quedaron a un lado hasta que el país fuese reconstruido, aunque el club de fútbol comenzó a reconstruirse desde 1999.

## Palmarés
- Superliga de Kosovo (8): 1961–62, 1965–66, 1977–78, 1988–89, 1997–98, 2004–05, 2005–06, 2006–07
- Copa de Kosovo (3): 2004–05, 2010–11, 2016-17
- Supercopa de Kosovo (1): 2004–05